# Les Premières Années (album de Céline Dion)
Cet article concerne une compilation de Céline Dion. Pour la compilation de Michel Polnareff, voir Les Premières Années.
Albums de Céline Dion
The Colour of My Love
(1993) À l'Olympia
(1994)
Les Premières Années est la sixième compilation de Céline Dion, sortie le 5 janvier 1994 en France et plus tard dans quelques autres pays. Elle est constituée de titres provenant des albums Tellement j'ai d'amour… (1982), Chants et contes de Noël et Les Chemins de ma maison (1983), Mélanie et Les Oiseaux du bonheur (1984) et C'est pour toi (1985) ainsi que de singles inédits en album.

## Historique
À la suite du succès du single Un garçon pas comme les autres (Ziggy) en 1993, une nouvelle compilation des premiers succès de la chanteuse est publiée en France. Elle rend accessibles pour la première fois en CD des chansons qui n'existaient auparavant qu'en vinyle comme En amour et Comment t'aimer qui n'avaient ainsi été publiés qu'en tant que face B.
Après le succès commercial dans d'autres pays de The Colour of My Love (1993), l'album est distribué dans certaines parties du monde avec des pochettes différentes et sous différents labels. Il est réédité en octobre 1995, lorsque la « Dionmania » touche réellement la France, puis à nouveau à la suite du succès de Falling into You (1996).

## Ventes
La réédition française d'octobre 1995 atteint la 30e place et un mois plus tard, elle est certifiée disque d'or pour 100 000 exemplaires vendus – à la suite du grand succès de l'album D'eux. Les Premières Années atteint également la 12e position en Belgique et la 135e au Royaume-Uni en octobre 1996 sans la moindre promotion. L'album se vend à plus de 300 000 exemplaires à travers le monde.

## Liste des titres
| No  | Titre                             | Auteur                                        | Durée |
| --- | --------------------------------- | --------------------------------------------- | ----- |
| 1.  | D'amour ou d'amitié               | Eddy Marnay, Jean-Pierre Lang, Roland Vincent | 4:02  |
| 2.  | Visa pour les beaux jours         | Thierry Geoffroy, Christian Loigerot, Marnay  | 3:24  |
| 3.  | En amour (inédit en album)        | Marnay, Loigerot, Geoffroy                    | 3:20  |
| 4.  | Les Oiseaux du bonheur            | Marnay, André Popp                            | 3:43  |
| 5.  | Tellement j'ai d'amour pour toi   | Hubert Giraud, Marnay                         | 2:57  |
| 6.  | La Religieuse                     | Didier Barbelivien                            | 3:32  |
| 7.  | C'est pour toi                    | Marnay, François Orenn                        | 4:01  |
| 8.  | Ne partez pas sans moi            | Nella Martinetti, Atilla Şereftuğ             | 3:07  |
| 9.  | Mon ami m'a quittée               | Marnay, Loigerot, Geoffroy                    | 3:02  |
| 10. | Avec toi                          | Marnay, Loigerot, Geoffroy                    | 3:27  |
| 11. | Mon rêve de toujours              | Marnay, Jean-Pierre Goussaud                  | 4:17  |
| 12. | Du soleil au cœur                 | Marnay, Jean-Claude Massoulier, Popp          | 2:48  |
| 13. | À quatre pas d'ici                | Andrew Hill, Marnay, Peter Sinfield           | 3:54  |
| 14. | Un amour pour moi                 | Marnay, Geoffroy, Loigerot                    | 3:19  |
| 15. | Billy                             | Eddy Marnay, Patrick Lemaitre                 | 3:09  |
| 16. | Comment t'aimer (inédit en album) | Marnay, Musumarra                             | 4:00  |
| 17. | Je ne veux pas                    | Marnay, Romano Musumarra                      | 4:06  |
| 18. | C'est pour vivre                  | Marnay, Popp                                  | 4:04  |

## Classements
| Pays                                                | Meilleure position | Nombre de semaines | Certification | Vente                    |
| --------------------------------------------------- | ------------------ | ------------------ | ------------- | ------------------------ |
| Belgique (Ultratop 50 Singles Belgique francophone) | 12                 | 22                 | -             | -                        |
| France                                              | 30                 | 3                  | Or            | 100 000[réf. nécessaire] |
| Royaume-Uni                                         | 135                | 2                  | -             | -                        |